# Túneles de Chillán
Los túneles de Chillán son un sistema de alcantarillado subterráneos ubicados en el sector de Las Cuatro Avenidas de la ciudad de Chillán, Chile.
Si bien, la existencia de estos túneles data entre 1910 y 1912, como parte de obras de alcantarillado realizadas por el Ministerio de Obras Públicas, estos permanecieron en la ignorancia de los ciudadanos locales por cien años, lo cual con el paso del tiempo se transformó en un mito urbano que no fue comprobado hasta las faenas de remodelación de la Avenida Libertador Bernardo O'Higgins, en el año 2013.
Actualmente los túneles se encuentran sellados bajo tierra, careciendo de protección complementaria, a pesar de tener claras características patrimoniales.

## Historia

### Antecedentes
A finales del siglo XX, existía un mito urbano sobre túneles subterráneos en el sector de Las Cuatro Avenidas de Chillán, que apuntaba a la conexión peatonal directa de origen religioso entre la Catedral de Chillán y la Iglesia de las Carmelitas, mientras que otras agregaban también al Colegio Seminario Padre Alberto Hurtado y el Colegio de la Purísima Concepción, ambos establecimientos educacionales relacionados con la Iglesia católica. Esto se vio fundamentado bajo testimonios locales que aseguraban que durante las construcciones de diversos lugares en la ciudad, se encontraron con un túnel subterráneo, sin embargo muchos de estos trazados fueron sellados.
En 2011 se inició el proceso de remodelación de la Avenida Libertador Bernardo O'Higgins como parte del Plan Maestro de Transporte Urbano de Chillán, y la última etapa del proyecto contemplaba una remodelación entre Avenida Collín y Avenida Ecuador. El día 21 de febrero de 2013 fueron descubiertos simultáneamente un primer túnel entre la calles Constitución y El Roble y un segundo túnel entre Avenida Libertad y calle Bulnes. La excavadora destruyó parte de este patrimonio y algunos vecinos de la ciudad aprovecharon y se llevaron algunos ladrillos rotos. Ambos túneles tienen forma de bóveda con 1,60 metros de alto y 90 centímetros de ancho, construidas de ladrillo con argamasa, material empleado entre la época colonial y el siglo XIX.

### Investigación

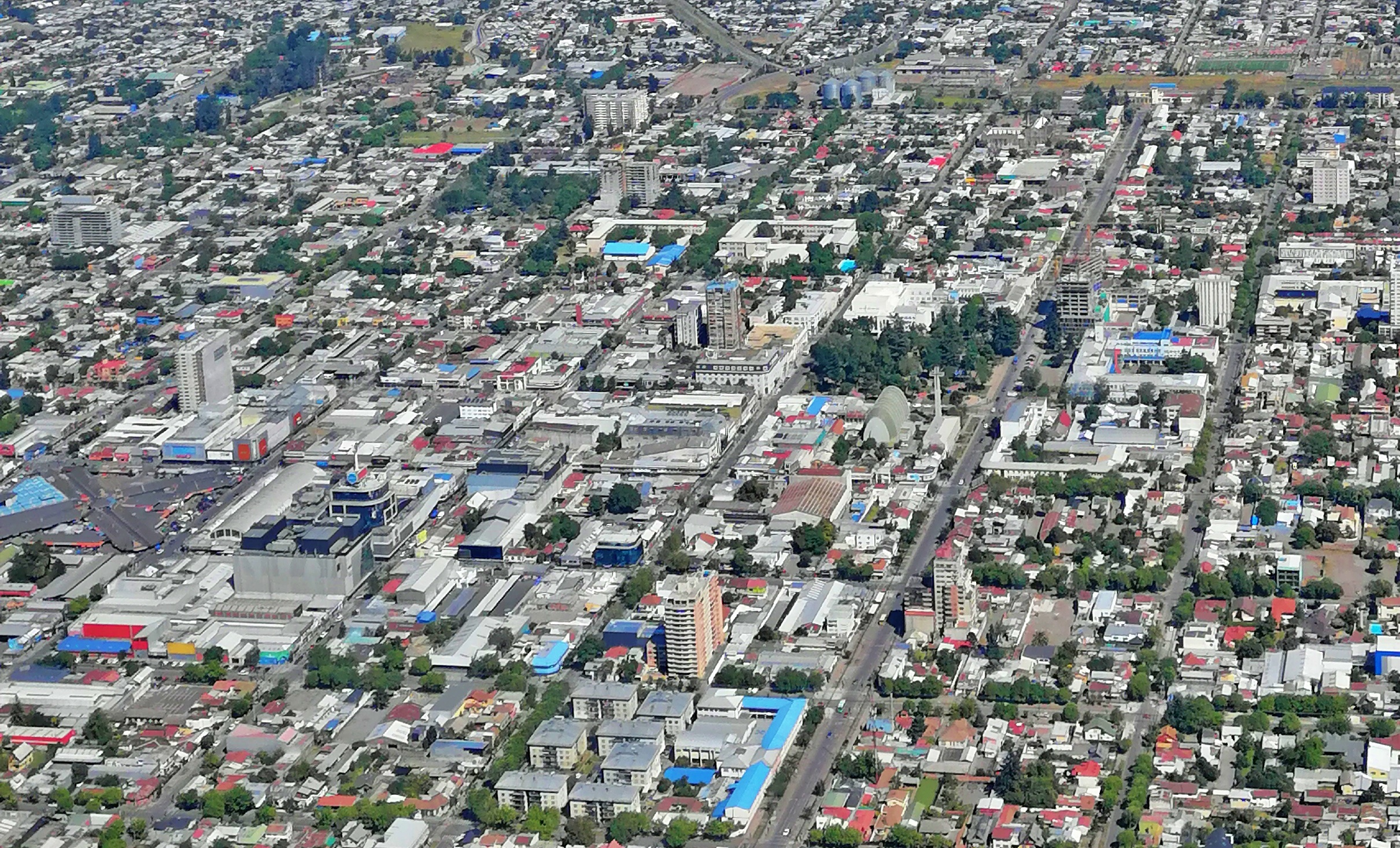
Vista aérea del centro de Chillán

El terreno correspondido a Las Cuatro Avenidas, antiguamente pertenecía a Domingo Amunátegui Aldecoa bajo el nombre de "Fundo Huadum". Las investigaciones realizadas en ese instante, barajaron dos teorías: La primera hipótesis apuntó a que sería él quien los construyó para el regadío de sus plantaciones, pero la naturaleza del sector es húmeda y pantanosa, por lo que este sería innecesario. La segunda hipótesis, cual sería la más fuerte, indicaba que los túneles fueron construidos a principios del siglo XX, cuando el alcalde José María Sepúlveda Bustos y el intendente Vicente Méndez Urrejola, modernizaron la ciudad bajo los estándares de higiene, creando obras como alcantarillados y acceso del agua potable. En ambos casos, cabe destacar la presencia de ciénagas, lagunas y esteros en el área, donde la misma Avenida O'Higgins, fue un canal llamado "Canal Deuco" que conectaba al Estero Las Toscas.
Con base en testimonios locales, se pudo trazar un recorrido de estos túneles, donde el túnel norte entre calles Bulnes y Libertad, coincidiría con un testimonio de un túnel encontrado en las faenas de construcción del Edificio Los Héroes; mientras que el túnel sur, ubicado entre las calles Constitución y El Roble podría realizar un trazado en diagonal hacia el Mercado y la Feria de Chillán, donde se atestigua el avistamiento de un túnel en remodelaciones hechas en propiedades de las calles Cinco de abril, El Roble y Claudio Arrau.
Las investigaciones finalizarían con la realización del Inventario Nacional de Patrimonio Inmueble de Chile durante 2019, cuando fue encontrado un plano original del alcantarillado de Chillán, en el album del Ministerio de Obras Públicas de 1910. Dicho plano, contenía además la firma de su autor, el ingeniero Régulo Anguita, quien también se encargó del alcantarillado de las ciudades de Antofagasta, Taltal, La Serena, Curicó, Talca, Concepción y Valdivia, cuales se construyeron de manera paralela.

### Nuevos vestigios

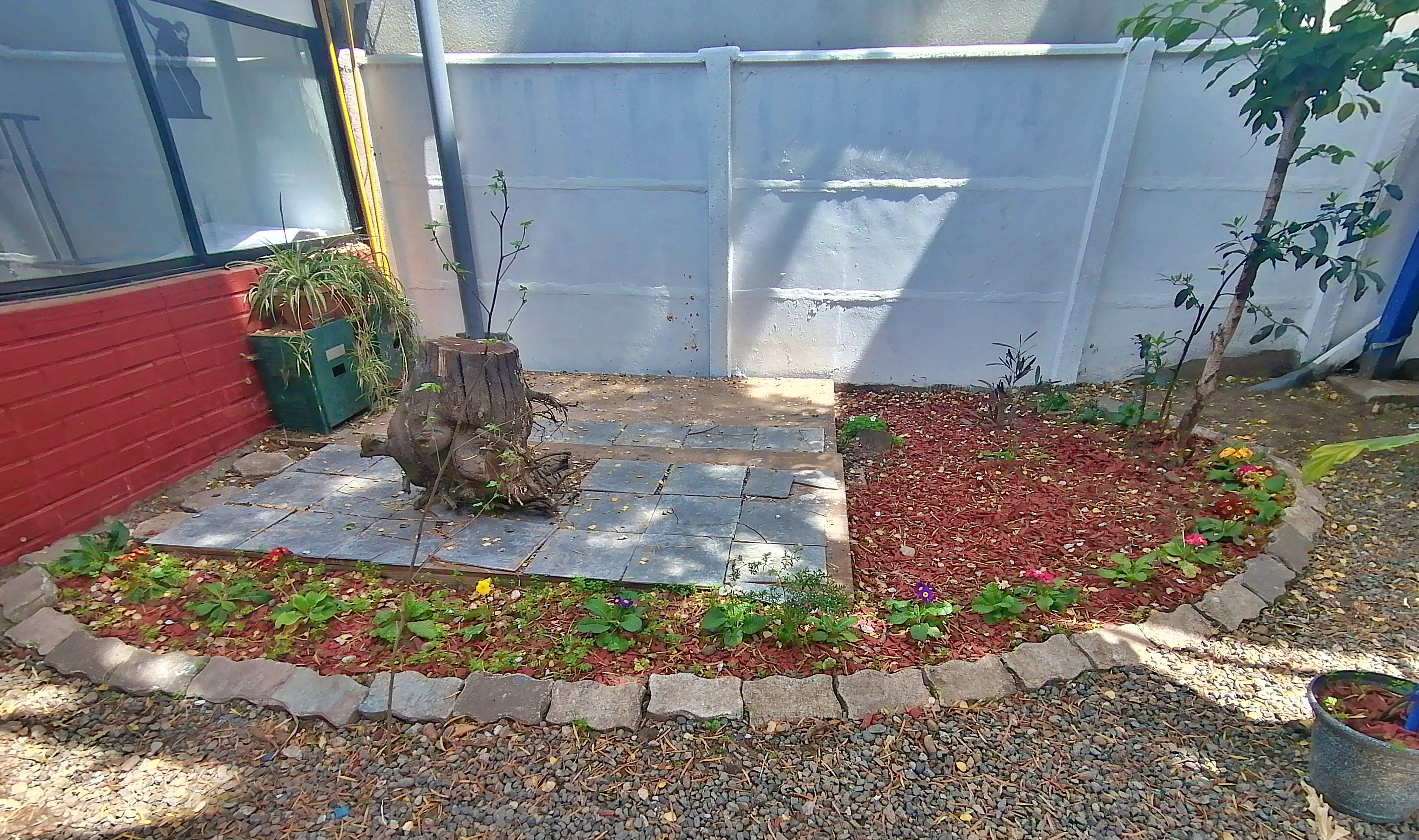
Sitio de descubrimiento de los túneles en el Colegio Bicentenario Padre Alberto Hurtado

Para el año 2020, fueron encontrados nuevos vestigios en las remodelaciones de una estación de servicio ubicada en la intersección de las calles Maipón y Dieciocho de septiembre. Luego en 2021, durante la instalación de un pozo en el Liceo Bicentenario Padre Alberto Hurtado, fue descubierto un nuevo trazado del túnel, además de osamentas humanas.